# 罗伯特·克里利

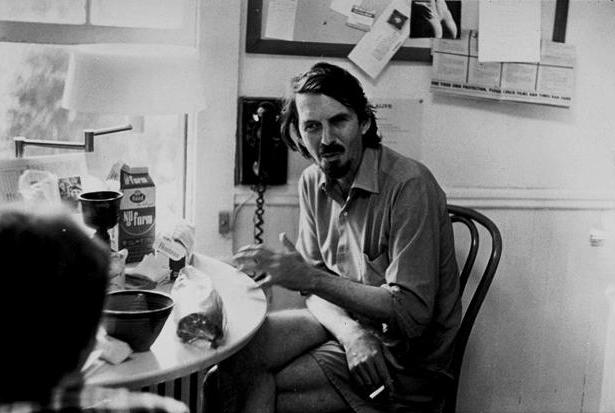
1972年的羅伯特·克里利

罗伯特·克里利（Robert Creeley，1926年5月21日—2005年3月30日）是一位美国诗人，写过超过60本书。他通常被归入黑山诗人群，但他的诗歌美学有一定区别。
他与查尔斯·奥尔森、罗伯特·邓肯、艾伦·金斯堡、约翰·维纳斯、埃德·多恩有交往。克里利执教于布朗大学，曾获兰南文学奖。